# 용양봉저정
용양봉저정(龍驤鳳翥亭)은 1791년(조선 정조 15년)에 세워진 건물이다. 정조가 수원 화산에 있는 아버지 장조의 무덤인 현륭원에 참배하러 갈 때, 지금 한강의 한 부분인 노들강에 배다리를 설치하고 건너가 잠시 쉬기 위하여 행궁(行宮)으로 쓰던 곳이다. 1972년 5월 25일 서울특별시의 유형문화재 제6호로 지정되었다.

## 개요
석단 위에 지어진 이 건물은 목조단청기와집으로 조선 정조가 수원에 있는 현륭원에 행차하는 길에 쉬어가는 곳으로 건조된 것이다. 정조 13년에 아버지 장조의 무덤인 영우원을 화산 수원으로 옮겨 현륭원이라 했는데 정조는 자주 이 현륭원에 행행했다. 가마를 타고 한강 주교를 건넌 정조는 이 용양봉저정에서 잠시 머물러 휴식을 취하고 점심을 들곤했다. 서정소라고도 불렸던 이곳에는 당시 노들강(한강)에 배다리를 놓는 일을 하는 주교사와 주교대장도 있었다. 이 건물은 견실하고 단아한 정조 대의 행국건축으로 주위에는 일부 건물의 기단부와 주초석이 아직도 남아있어 당초에는 정문과 두어채의 다른 건물이 있었던 것으로 보인다. 사간통 단층인 이 용양봉저정은 온돌구조로 견실하게 지어졌다.
서울특별시 유형문화재로 지정후부터 중앙대학교 부속여자고등학교와 보호결연을 맺어 학생들이 문화재 주위를 청소해 오고 있다.

## 참고자료
- 용양봉저정 - 국가유산청 국가유산포털

 본 문서에는 서울특별시에서 지식공유 프로젝트를 통해 퍼블릭 도메인으로 공개한 저작물을 기초로 작성된 내용이 포함되어 있습니다.